# Tsiafajavona
De Tsiafajavona is een berg in Madagaskar, gelegen in de regio Vakinankaratra. De berg bevindt zich in het Ankaratramassief, een onderdeel van het Centraal Hoogland. 
De berg heeft een hoogte van 2.644 meter, hoewel dit per bron soms een paar meters verschilt. Het is de op twee na hoogste punt van Madagaskar, na Maromokotro en Imarivolanitra.
Aan de helling van de berg ligt de stad Antsirabe.